# 119 î.Hr.

## Nașteri
- dată necunoscută: Aurelia Cotta  (d. 54 î.Hr.)